# Nintendo Switch
Nintendo Switch je sedma večja igralna konzola, ki so jo razvili pri Nintendu. Med razvojem je bila znana pod imenom NX. Javnosti je bila razkrita oktobra 2016, izšla pa je 3. marca 2017. Nintendo obravnava Switch kot hibridno konzolo: ustvarjena je predvsem kot domača konzola, ki se jo vstavi v priklopno postajo (docking system) in poveže s televizorjem, Switch pa lahko vzamemo iz postaje in ga uporabljamo tudi kot ročno konzolo.
Nintendo Switch uporablja brezžične kontrolerje Joy-Con, na katerih so standardni gumbki in igralne palice, vanje pa so vgrajeni senzorji za gibanje. Joy-Cone lahko pripnemo na obe strani konzole za ročno igranje, ali pa na Grip, da dobimo tradicionalen kontroler za domače konzole. Joy-Cone lahko uporabljamo tudi individualno, kar omogoča večigralski način igranja.